# Mildred Sanderson
Mildred Sanderson (Waltham, Massachusetts, 12 de maio de 1889 - 1914) foi uma matemática norte-americana, mais conhecida pelo seu teorema matemático sobre invariantes modulares.

## Vida
Mildred Sanderson nasceu em Waltham, Massachusetts, em 1889, e foi a melhor aluna da sua turma, no liceu de Waltham. Sanderson formou-se na Universidade de Mount Holyoke, em 1910, e venceu a Distinção Sénior em Matemática. Sanderson doutorou-se na  Universidade de Chicago, em 1913, publicando a tese (Sanderson 1913) onde estabeleceu o seu teorema matemático. Ela foi a primeira mulher doutoranda de Leonard Eugene Dickson. Dickson escreveu, mais tarde, de sua tese, "Este artigo é uma contribuição  altamente importante para este campo de trabalho; a sua importância reside em parte no fato de estabelecer uma correspondência entre invariantes modulares e formais. O principal teorema de Sanderson tem sido frequentemente citado devido ao seu carácter fundamental. A demonstração é uma notável peça de matemática." E. T. Bell escreveu, "Miss Sanderson única contribuição (1913) para modular invariantes tem sido classificada pelos competentes juízes, como um dos clássicos do assunto." Depois de concluir o seu trabalho de doutoramento, Sanderson ensinou brevemente na Universidade de Wisconsin, antes da sua morte prematura, em 1914, devido à tuberculose. Ela é mencionada no livro Mulheres Pioneiras na Matemática Americana: Doutoradas antes dos anos 1940, por Judy Green e Jeanne LaDuke. Em sua homenagem, foi criado um prémio Mildred L. Sanderson de excelência em matemática, em 1939, no Mount Holyoke College.

## Teorema de  Sanderson
Teorema de Sanderson (Sanderson 1913, p.490):
"Para quaisquer invariantes modulares i de um sistema de formas em qualquer grupo G de transformações lineares com coeficientes no GF[pn], existe uma invariante formal invariantes I correspondente em G tal que I = i, para todos os conjuntos de valores no campo dos coeficientes do sistema de formas."